# SK Group
Az SK Group (koreaiul: SK그룹, SK Gurub) a harmadik legnagyobb csebol (óriás konglomerátum) Dél-Koreában. A vállalat Sunkyoung Textile néven jött létre 1953-ban, 1997-ben alakult SK Grouppá. 2011-ben a Fortune 500 listáján a 82. helyezett volt, Dél-Koreát tekintve pedig a harmadik.